# Embranchement de Glòries
L'embranchement de Glòries (en catalan : ramal de Glòries) est un embranchement de chemin de fer située à Barcelone. Cet embranchement est la connexion qui rend possible la liaison entre les gares de Passeig de Gràcia et Barcelone-França. Cette liaison permet de relier les lignes Barcelone - Vilafranca - Tarragone et Barcelone - Gérone - Portbou .

## Situation ferroviaire
L'embranchement est formé par le tunnel qui arrive jusqu'à la gare de Barcelone-França et les bifurcations correspondantes: 
- Bifurcation Aragó: connexion avec le tunnel d'Aragon pour aller ou revenir de la gare de Passeig de Gràcia.
- Bifurcation Clot: bifurcation à la sortie de la gare de Barcelone-França pour aller à la gare du Clot - Aragó, en passant par la bifurcation de Marina.
- Bifurcation Glòries: bifurcation à la sortie de la gare du Clot - Aragó pour aller à la gare de Barcelone-França.
- Embranchement de Marina: connexion avec le tunnel de Meridiana ou la gare du Clot - Aragó.